# James Hughes
James J. Hughes, né le 27 mai 1961 à Columbus, est un sociologue et bioéthicien américain. Il enseigne la politique de santé au Trinity College de Hartford (Connecticut),. Il est directeur de la Institute for Ethics and Emerging Technologies (en), qu'il a fondé avec Nick Bostrom.

## Biographie
Détenteur d'un doctorat de l'Université de Chicago, Hughes y a été un temps assistant directeur de recherche à la MacLean Center for Clinical Medical Ethics. Avant ses études graduées, il est ordonné moine bouddhiste en 1984 alors qu'il travaille comme bénévole au Sri Lanka pour l'organisation Sarvodaya (en) (1983-1985).
De 2004 à 2006, Hughes est directeur exécutif de la World Transhumanist Association. Il s'implique également dans l'émission hebdomadaire Changesurfer Radio et a contribué au blogue Cyborg Democracy,. En novembre 2004, il publie le livre Citizen Cyborg (en): Why Democratic Societies Must Respond to the Redesigned Human of the Future.

## Publications
- Hughes, James (1996). "Embracing Change with All Four Arms: A Post-Humanist Defense of Genetic Engineering". Eubios Journal of Asian and International Bioethics 6(4), 94-101
- Hughes, James (2002). "Politics of Transhumanism". 2001 Annual Meeting of the Society for Social Studies of Science
- Hughes, James (2002). "Democratic Transhumanism 2.0". Transhumanity blog
- Hughes, James (2002–2004). Changesurfing Archived Betterhumans column
- Hughes, James (2004). Citizen Cyborg: Why Democratic Societies Must Respond to the Redesigned Human of the Future. Westview Press.  (ISBN 0-8133-4198-1)